# محركات ليبلوند الشعاعية

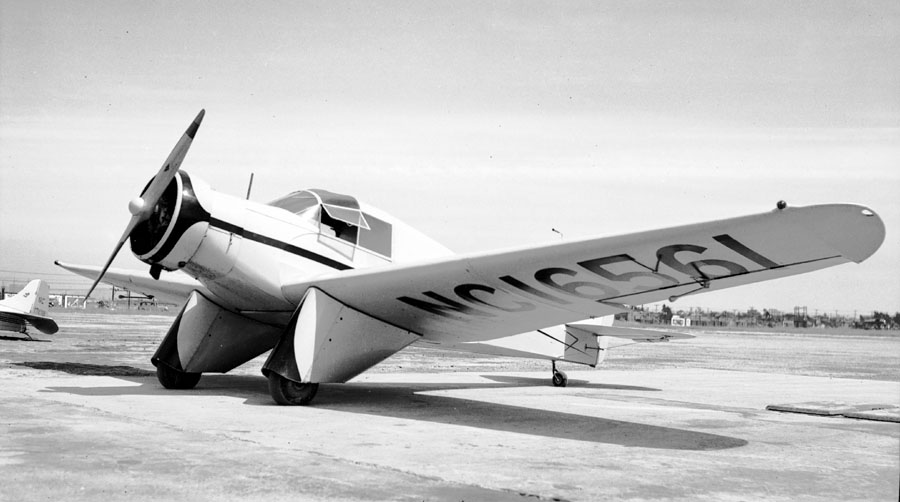
ايرونكا إل

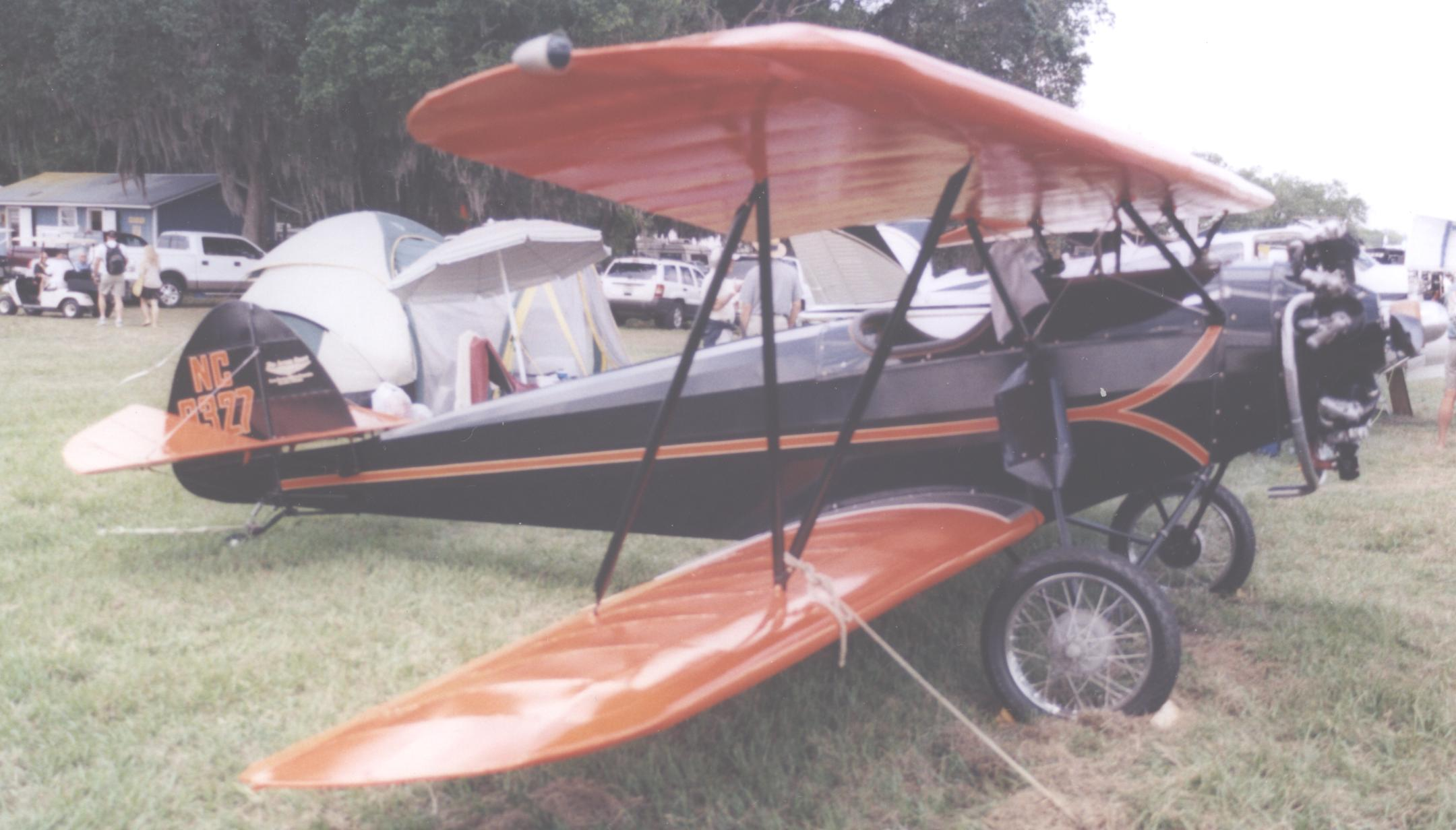
أرو الرياضية

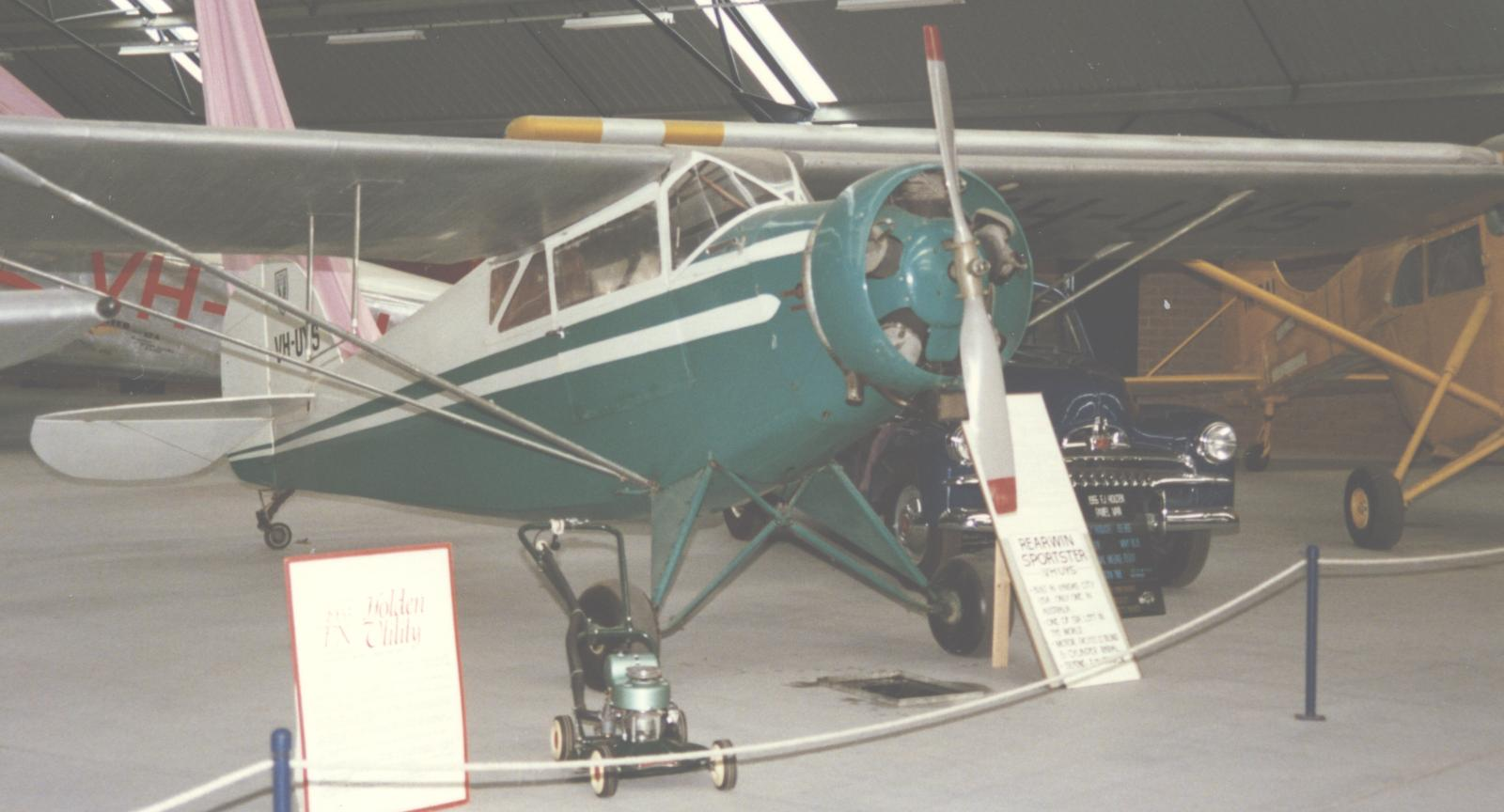
ريروين سبورتستر

كانت محركات ليبلوند الشعاعية مجموعة مكونة من 5 أسطوانات و7 أسطوانات تُبرد بالهواء. صُنعت في عام 1930 بواسطة مؤسسة ليبلوند لمحركات الطائرات.

## الأنواع
- ليبلوند 60-5 دي

عُرض في عام 1928. كانمحرك شعاعي مكون من 5 أسطوانات  تُبرد بالهواء، وبلغتقدرته 60 حصاناً (45 كيلو وات) وسعته 3.8 لتر. استخدم هذا الطراز رؤوس أسطوانات حديدية  وكان تطوير مباشر لمحرك ديترويت آير كات.
- ليبلوند 70-5 دي أي

قُدم في عام 1930. كان محرك شعاعي مكون من 5 أسطوانات تُبرد بالهواء، وبلغت قدرته 70 حصاناً (52 كيلو وات) عند 1950 دورة/دقيقة،  وسعته 4.11 لتر. استخدم  رؤوس أسطوانات حديدية واثنان منالمحامل.
- ليبلوند 85-5 دي إف

قُدم في عام 1930. كان محرك شعاعي مكون من 5 أسطوانات تُبرد بالهواء، وبلغت قدرته 85 حصاناً (63 كيلو وات) عند 1975 دورة/دقيقة وسعته 4.36 لتر. استخدم رؤوس أسطوانات من الألومنيوم وثلاث محامل.
- ليبلوند 70-5 أي

قُدم في عام 1930. كان محرك شعاعي مكون من 5 أسطوانات تُبرد بالهواء، وبلغت قدرته 70 حصاناً (52 كيلو وات). استمر إنتاج المحرك لاستخدامه في طائرة كين-رويس لشركة تصنيع الطائرات ريروين تحت مسمى ريروين كين-رويس 5 أي.
- ليبلوند 80- 5 إف

قُدم في عام 1930. كان محرك شعاعي مكون من 5 أسطوانات تُبرد بالهواء، وبلغت قدرته 80 حصاناً (60 كيلو وات) وسعته 4.4 لتر. استخدم ثلاث محامل مثل الطرازات السابق من 5 دي إف، وقُدم ليبلوند 5 إف في عام 1930. أُعيد تسمية المحرك ليصبح أر-265  بعد استخدام الجيش الأمريكي للطائرات المستخدمة للمحرك. كان هذا المحرك آخر محرك من المحركات المسماة «جريسيرس». استمر إنتاج المحرك لاستخدامه في طائرة كين-رويس لشركة تصنيع الطائرات ريروين تحت مسمى ريروين كين-رويس 5 جي.
- ليبلوند 85- 5 دي إف

قُدم في عام 1930. كان محرك شعاعي مكون من 5 أسطوانات تُبرد بالهواء، وبلغت قدرته 85 حصاناً (63 كيلو وات) وسعته 4.4 لتر.
- ليبلوند 90-5 إف

قُدم في عام 1930. كان محرك شعاعي مكون من 5 أسطوانات تُبرد بالهواء، وبلغت قدرته 90 حصاناً (68 كيلو وات) وسعته 4.4 لتر.
- ليبلوند 90-5 جي

قُدم في عام 1930. كان محرك شعاعي مكون من 5 أسطوانات تُبرد بالهواء، وبلغت قدرته 90 حصاناً (68 كيلو وات) وسعته 4.4 لتر. استمر إنتاج المحرك لاستخدامه في طائرة كين-رويس لشركة تصنيع الطائرات ريروين تحت مسمى ريروين كين-رويس 5 جي.
- ليبلوند 90-7 دي

بلغت قدرته 90 حصاناً عند 1975 دورة/دقيقة وسعته 5.75 لتر.
- ليبلوند 110-7 دي إف

بلغت قدرته 110 حصاناً عند 2150 دورة/دقيقة وسعته 6.1 لتر. عُرف باسم ريروين كين-رويس بعد 1937.
- ليبلوند 120-7

## التطبيقات
- ايرونكا إل
- أرو الرياضية
- ريروين سبورتستر
- فولكان أميريكان موث أحادية السطح

## المواصفات (ليبلوند 5)

### مواصفات عامة
- النوع: محرك شعاعي مكون من 5 أسطوانات.
- نظام التبريد: تبريد بالهواء.